# Бернадоты
Бернадо́ты (швед. Bernadotte) — царствующая королевская династия в Швеции, происходящая от наполеоновского маршала Бернадота.

## Представители
| Имя                                                                        | Годы жизни | Годы правления                             | Супруг/супруга                                                    | Годы жизни              | Дети |
| -------------------------------------------------------------------------- | ---------- | ------------------------------------------ | ----------------------------------------------------------------- | ----------------------- | --- |
| Карл XIV Юхан (урожд. Жан Батист Жюль Бернадот)                            | 1763—1844  | 1818—1844                                  | Дезидерия (урожд. Дезире Клари)                                   | 1777—1860               | Оскар I (1799—1859)                                                                                                  |
| Оскар I                                                                    | 1799—1859  | 1844—1859                                  | Жозефина Лейхтенбергская                                          | 1807—1876               | - Карл XV (1826—1872) - Густав (1827—1852) - Оскар II (1829—1907) - Евгения (1830—1889) - Аугуст (1831—1873)         |
| Карл XV                                                                    | 1826—1872  | 1859—1872                                  | Луиза Нидерландская                                               | 1828—1871               | - Ловиса (1851—1926) - Карл Оскар (1852—1854)                                                                        |
| Оскар II                                                                   | 1829—1907  | 1872—1907                                  | София Нассауская                                                  | 1836—1913               | - Густав V (1858—1950) - Оскар (1859—1953) - Карл (1861—1951) - Евгений (1865—1947)                                  |
| Густав V                                                                   | 1858—1950  | 1907—1950                                  | Виктория Баденская                                                | 1862—1930               | - Густав VI Адольф (1882—1973) - Вильгельм (1884—1965) - Эрик (1889—1918)                                            |
| Густав VI Адольф                                                           | 1882—1973  | 1950—1973                                  | - Маргарита Коннаутская (1-й брак) - Луиза Маунтбеттен (2-й брак) | - 1885—1920 - 1889—1965 | - Густав Адольф (1906—1947) - Сигвард (1907—2002) - Ингрид (1910—2000) - Бертиль (1912—1997) - Карл Юхан (1916—2012) |
| Густав Адольф, герцог Вестерботтенский (наследник престола, не царствовал) | 1906—1947  | погиб при жизни отца и деда, не царствовал | Сибилла Саксен-Кобург-Готская                                     | 1908—1972               | - Маргарета (р. 1934) - Биргитта (1937—2024) - Дезирэ (р. 1938) - Кристина (р. 1943) - Карл XVI Густав (р. 1946)     |
| Карл XVI Густав                                                            | р. 1946    | с 1973                                     | Сильвия (урожд. Сильвия Рената Зоммерлат)                         | Р. 1943                 | - Виктория (р. 1977) - Карл Филипп (р. 1979) - Мадлен (р. 1982)                                                      |

Информация из брошюры Шведского института из серии «Общие данные о Швеции».